# Хвороби, що передаються статевим шляхом
Хвороби / Захво́рювання, що передаю́ться стате́вим шляхо́м (ХПСШ / ЗПСШ) (англ. sexually transmitted diseases (STDs/STD), також Інфекції, що передаються статевим шляхом (ІПСШ) (англ. sexually transmitted infections (STIs/STI) — інфекційні хвороби, які передаються переважно через сексуальний контакт; ними хворіють однаковою мірою як чоловіки, так і жінки.
Кожну ІПСШ спричинює певний вид мікроорганізму (бактерії, віруси тощо): ВІЛ-інфекція — вірус імунодефіциту людини; сифіліс — бліда спірохета; гонорею — гонокок; трихомоноз — трихомонада вагінальна. На відміну від більшості інфекційних захворювань, після ХПСШ, як правило, не виникає імунітет і за повторного зараження хвороба розвивається знову. Видужання не настає само по собі: без лікування людина не може видужати і хворіє все життя.
Інфекції, які передаються лише статевим шляхом, історично у вітчизняній медицині виділяють у групу венеричних захворювань, на відміну від яких, ІПСШ передаються й іншими механізмами і шляхами: гемоконтактним (гепатит B), через мікропошкодження шкіри (короста), вертикальним (ВІЛ).

## Епідеміологія
На сьогодні більше 1 мільйона випадків ХПСШ відбувається щодня у всьому світі. Щорічно 357 мільйонів випадків ЗПСШ припадає на 4 хвороби: урогенітальний хламідіоз, гонорею, сифіліс та трихомоноз. Близько 500 мільйонів людей у світі є зараженими вірусом простого герпесу II типу. Більше 290 мільйонів жінок на планеті заражені папіломавірусами (деякі з них викликають рак шийки матки). 
Для багатьох ХПСШ характерний малосимптомний перебіг хвороби, що значно ускладнює своєчасну діагностику і зменшує можливості профілактики. Частина з них призводять при тривалому перебігу до безпліддя та можливості передачі від матері до дитини. 
За даними МОЗ в Україні щорічно реєструється близько 400 тисяч нових випадків ХПСШ у такому порядку: сифілісу, гонореї, хламідіозу, герпесу, сечостатевого мікоплазмозу, генітального кандидозу і трихомоніазу. 
За результатами численних досліджень встановлено, що наявність ІПСШ суттєво підвищує ризик передачі та інфікування ВІЛ сексуальним шляхом. Зокрема, передачі ВІЛ сприяють сифіліс, генітальний герпес, гонорея, хламідіоз, трихомоноз, кандидоз, мікоплазмоз та інші венеричні інфекції. Ерозії та виразки, запалення, пошкодження тканин, зумовлені ІПСШ, ослаблюють чинники захисту організму від інфікування ВІЛ.

## Класифікація
До ІПСШ відносять:
- вірусні інфекції: ВІЛ-інфекція, герпесвірусні інфекції (генітальний герпес, цитомегаловірусна інфекція, інфекція, яку спричинює герпесвірус людини 8-го типу, включаючи саркому Капоші), загострені кондиломи (ураження, які спричинює папіломавірус людини), гепатит С, гепатит B, контагіозний молюск тощо;
- бактеріальні інфекції: сифіліс, гонорея, м'який шанкр, пахова гранульома (венерична лімфогранульома), хламідійна лімфогранульома, хламідіоз, урогенітальний мікоплазмоз, уреаплазмоз;
- протозойні інфекції: трихомоніаз;
- грибкові інфекції: кандидоз (молочниця);
- паразитарні захворювання: педикульоз, короста.

Поширеною помилкою є залучення до переліку ЗПСШ таких захворювань, як неспецифічний уретрит і бактеріальний вагіноз, які зумовлює умовно-патогенна мікрофлора.[джерело?]

## Шляхи зараження
Основною особливістю ІПСШ є відносно низька «стійкість» збудників до умов навколишнього середовища, наслідком чого є необхідність прямого контакту для інфікування збудником.
Група венеричних захворювань, що включені до ЗПСШ, передається при незахищеному сексуальному контакті (включаючи орально-генітальний). Поцілунки, оральний секс і використання сексуальних іграшок, зокрема таких, як вібратори, багаторазово підвищує ризик інфікування при незахищеному презервативом статевому акті.
Для ЗПСШ можливі інші шляхи передачі. Зокрема, заразитися папіломавірусом можливо при тісному побутовому контакті, трихомонада вагінальна може тривалий час зберігати свої інфекційні властивості у вологому середовищі (мокрі рушники, гладкі поверхні). Збудник корости або лобкова воша може передаватися контактно-побутовим шляхом через предмети вжитку. Вертикальний шлях передачі інфекції передбачає інфікування дитини матір'ю або батьком (ВІЛ-інфекція, гепатит В). Можливе зараження гемоконтактно — через застосування медичних (шприці, зубні екстрактори) і немедичних (татуаж, манікюр, педикюр) інструментів, при переливанні препаратів крові, як це відбувається при гепатиті В, ВІЛ-інфекції.
Зараження цими збудниками не завжди свідчить про необачність у сексі: і при одному постійному партнерові існує ризик захворіти. Тут важливу роль в можливості зараження відіграють такі біологічні фактори, як мутація мікроорганізмів, формування у них стійкості до лікарських препаратів і багато іншого.
| Ризик при незахищеному сексі з інфікованою людиною | Ризик при незахищеному сексі з інфікованою людиною | Ризик при незахищеному сексі з інфікованою людиною                         |
| Неінфікована людина                                | Відомі ризики | Можливі                                                                    |
| -------------------------------------------------- | --- | -------------------------------------------------------------------------- |
| Виконання феляції                                  | - Хламідіоз з ураженням ротоглотки - Гонорея з ураженням ротоглотки (25–30 %) - Простий герпес (рідко) - Папіломавірусна інфекція - Сифіліс з ураженням ротоглотки (шанкр-амігдаліт) (1 %)                                                                                                   | - Гепатит В (низький ризик) - ВІЛ-інфекція (0.01 %) - Гепатит C (невідомо) |
| Виконання кунілінгусу                              | - Герпес - Папіломавірусна інфекція | - Хламідіоз з ураженням ротоглотки - Гонорея з ураженням ротоглотки        |
| Отримання феляції                                  | - Хламідіоз - Гонорея - Простий герпес - Сифіліс (1 %) | - Папіломавірусна інфекція                                                 |
| Отримання кунілінгусу                              | - Простий герпес | - Папіломавірусна інфекція - Бактеріальний вагіноз - Гонорея               |
| Вагінальний секс (чоловіки)                        | - Хламідіоз (30–50 %) - Лобкові воші - Короста - Гонорея (22 %) - Гепатит B - Простий герпес (0.07 % для типу ІІ) - ВІЛ-інфекція (0.05 %) - Папіломавірусна інфекція (високий ризик: біля 40-50 %) - Урогенітальний мікоплазмоз - Mycoplasma genitalium - Сифіліс - Трихомоноз - Уреаплазмоз | - Гепатит C                                                                |
| Вагінальний секс (жінки)                           | - Хламідіоз (30–50 %) - Лобкові воші - Короста - Гонорея (47 %) - Гепатит B (50–70 %) - Простий герпес - ВІЛ-інфекція (0.1 %) - Папіломавірусна інфекція (високий ризик; біля 40-50 %) - Урогенітальний мікоплазмоз - Сифіліс - Трихомоноз - Уреаплазмоз                                     | - Гепатит C                                                                |
| Анальний секс (активний партнер)                   | - Хламідіоз - Лобкові воші - Короста (40 %) - Гонорея - Гепатит B - Простий герпес - ВІЛ-інфекція (0.62 %) - Папіломавірусна інфекція - Сифіліс (14 %) | - Гепатит С                                                                |
| Анальний секс (приймаючий партнер / партнерка)     | - Хламідіоз - Лобкові воші - Короста - Гонорея - Гепатит B - Простий герпес - ВІЛ-інфекція (1.7 %) - Папіломавірусна інфекція - Сифіліс (1.4 %) | - Гепатит С                                                                |
| Анілінгус                                          | - Амебіаз - Криптоспоридіоз (1 %) - Лямбліоз - Гепатит А(1 %) - Шигельоз (1 %) | - Папіломавірусна інфекція (1 %)                                           |

## Профілактика та боротьба
Всесвітньою організацією охорони здоров'я в «Глобальній стратегії профілактики інфекцій, що передаються сексуальним шляхом, та боротьби з ними на 2006—2016 роки» виділяє поняття «безпечна сексуальна поведінка» (безпечний секс), що включає:
- Правильне і систематичне використання чоловічих і жіночих презервативів;
- Правильне застосування місцевих бактерицидних засобів, антисептиків, які значно знижують, але повністю не усувають ризик зараження;[27][28][29]
- Періодичне обстеження за допомогою клінічної та лабораторної діагностики;
- У разі діагностування інфекції (або підозри на її наявність) спеціалізоване лікування;
- Сексуальна стриманість;
- Обов'язкове інформування сексуальних партнерів;
- Вакцинація проти онкогенних вірусів гепатиту B і папіломавірусів людини.

Застосування презерватива під час статевого акту значно зменшує ризик зараження ІПСШ. Для цього презерватив необхідно правильно одягати до початку контакту і звертати увагу, щоб виділення з геніталій одного(-ї) партнера(-ки) не могли потрапити на геніталії чи слизові оболонки іншого(-ї), як до початку, так і після сексуального контакту; презерватив необхідно одягнути до початку статевих контактів і не торкатися статевих органів партнера до початку натягування презерватива.
На сьогодні у розвинених країнах створено всі необхідні умови для успішної боротьби із ЗПСШ. Здійснюють заходи, що запобігають поширенню: сексуальна освіта щодо безпечного сексу та контрацепції;  хворим надається безкоштовна медична допомога[джерело?].

### Фактори, що ускладнюють боротьбу із ЗПСШ
Попри наявність усіх сучасних методів і засобів діагностики й лікування ЗПСШ хворі часом намагаються ввести в оману медичний персонал. Вони приховують захворювання, перекручують відомості про джерело та обставини захворювання, багато чого замовчують.
Щодо ЗПСШ існує немало забобонів, які сприяють їх поширенню. Наприклад, деякі люди вважають, що заразитись ІПСШ можна тільки після певного віку (зараження може статись у будь-якому віці). Заразитись можна й нестатевим шляхом — якщо користуватися чужою губною помадою, посудом, докурювати чужу сигарету, на громадських пляжах. Сприйнятливість до зараження підвищується у стані сп'яніння.
Сприяють поширенню ЗПСШ часті випадки їх безсимптомного перебігу протягом тривалого часу. Хворі звертаються до лікаря і отримують інформацію про наявність ІПСШ лише під час загострення хвороби. 
Ускладнює лікування наявність одночасно кількох збудників ІПСШ, зокрема, трихомоніазу, оскільки без попереднього вилікування його нерідко складно вилікувати деякі інші ЗПСШ. Хоча захворюваність на трихомоніаз на сьогодні й зменшилась, ця хвороба продовжує залишатися проблемою серед ЗПСШ.

### Боротьба із ЗПСШ в Україні
В Україні працівники шкірно-венерологічних диспансерів лікують хворих і обов'язково знаходять джерело зараження, незалежно від того, звертається людина-носій в диспансер чи ні. Обстежують також усіх, хто були в контакті з хворим. З профілактичною метою регулярно обстежують персонал сфери обслуговування, харчових підприємств, дитячих закладів — дитячих садків, ясел, шкіл-інтернатів, оскільки їх захворювання може завдати оточуючим особливо великої шкоди. Лікують хворих на ЗПСШ як в амбулаторних умовах диспансеру, так і в стаціонарі. До останнього направляють хворих в заразному періоді сифілісу, а також хворих з будь-яким захворюванням, якщо вони лікуються нерегулярно, порушують строки відвідування лікаря для контролю за лікуванням, що здійснюється в диспансері.
Поведінка людей, які знають про своє захворювання, але приховують його і заражають інших людей, розцінюється як суспільно небезпечна. Статті Кримінального Кодексу України передбачають кримінальну відповідальність за таку поведінку.

### Відео
- Інфекції, що передаються статевим шляхом youtube, 3хв 12сек